# Всеобщие выборы в Уганде (2006)
Всеобщие выборы в Уганде проходили 23 февраля 2006 года. На них избирались президент и депутаты парламента. Эти были первыми многопартийными выборами с момента прихода Йовери Мусевени к власти в 1986 году, которые проходили после референдума в 2005 году по отмене запрета на партийную политику.
Мусевени баллотировался на второе переизбрание в качестве кандидата от Движения национального сопротивления. Главным оппонентом президента был лидер Форума за демократические перемены Кизза Бесидже. Бесидже был арестован 14 ноября 2005 года по обвинению в государственной измене, сокрытии государственной измены и изнасиловании. Дело о государственной измене включало его предполагаемые связи с повстанческими группами, Господней армией сопротивления и Армией народного искупления, а обвинение в изнасиловании относилось к инциденту в ноябре 1997 года, предположительно с участием дочери друга. Арест Бесидже привёл к демонстрациям и беспорядкам в Кампале и городах по всей стране. Сторонники Бесидже считали, что обвинения были сфабрикованы, чтобы помешать Бесидже участвовать в выборах.
Результатом президентских выборов стала победа Мусевени, получившего 59 % голосов, в то время как Бесидже получил 37 %. На парламентских выборах Движение национального сопротивления получило 213 из 319 мест парламента.

## Предвыборная кампания
Лидер Форума справедливости Мухаммад Кибириге Майянджа и Кен Лукьямузи от Консервативной партии решили не участвовать в выборах, но заявили, что поддержат единого кандидата, согласованного оппозиционными политическими партиями «Группы шести». Независимый кандидат Насер Себаггала зарегистрировался, но позже решил выйти из президентской гонки и попросил своих сторонников проголосовать за Кизито от Демократической партии.
Выборы были омрачены противоречиями, правительство обвинялось в запугивании оппозиционных партий, включая арест и задержание Бесидже.

## Результаты

### Президентские выборы
| Кандидат                             | Партия                               | Голоса     | %     |
| ------------------------------------ | ------------------------------------ | ---------- | ----- |
| Йовери Кагута Мусевени               | Движение национального сопротивления | 4 109 449  | 59,26 |
| Кизза Бесидже                        | Форум за демократические изменения   | 2 592 954  | 37,39 |
| Джон Себаана Кизито                  | Демократическая партия               | 109 583    | 1,58  |
| Абед Бваника                         | Независимый                          | 65 874     | 0,95  |
| Мириа Оботе                          | Народный конгресс Уганды             | 57 071     | 0,82  |
| Недействительных/пустых бюллетеней   | Недействительных/пустых бюллетеней   | 295 525    | -     |
| Всего                                | Всего                                | 7 230 456  | 100   |
| Зарегистрированных избирателей/Явка  | Зарегистрированных избирателей/Явка  | 10 450 788 | 69,19 |
| Источник: African Elections Database |                                      |            |       |

### Парламентские выборы
|                                     |                                      |            |        |        |         |             |            |
| Партия                              | Партия                               | Прямые     | Прямые | Прямые | Женщины | Назначенные | Всего мест |
| Партия                              | Партия                               | Голоса     | %      | Мест   | Женщины | Назначенные | Всего мест |
|                                     | Движение национального сопротивления |            |        | 141    | 58      | 14          | 213        |
|                                     | Форум за демократические изменения   |            |        | 27     | 10      | 0           | 37         |
|                                     | Народный конгресс Уганды             |            |        | 9      | 0       | 0           | 9          |
|                                     | Демократическая партия               |            |        | 8      | 0       | 0           | 8          |
|                                     | Консервативная партия                |            |        | 1      | 0       | 0           | 1          |
|                                     | Форум справедливости                 |            |        | 1      | 0       | 0           | 1          |
|                                     | Независимые                          |            |        | 28     | 11      | 1           | 40         |
|                                     | Оборонная сила угандийского народа   |            |        | -      | -       | 10          | 10         |
| Всего                               | Всего                                |            |        | 215    | 79      | 25          | 319        |
| Зарегистрированных избирателей/Явка | Зарегистрированных избирателей/Явка  | 10 450 788 | 68     | -      | -       | -           | -          |
| Источник: IPU                       |                                      |            |        |        |         |             |            |